# Episodi de I racconti di Edgar Allan Poe
La prima e unica stagione della serie televisiva I racconti di Edgar Allan Poe (Histoires extraordinaires) è andata in onda in Francia dal 7 febbraio al 12 aprile 1981. In Italia è stata trasmessa dalle televisioni locali con il titolo alternativo Storie straordinarie di Edgar Allan Poe.
| nº | Titolo originale                                     | Titolo italiano                                     | Prima TV Francia | Prima TV Italia |
| -- | ---------------------------------------------------- | --------------------------------------------------- | ---------------- | --------------- |
| 1  | Le Joueur d'échecs de Maelzel                        | Il giocatore di scacchi                             | 7 febbraio 1981  |                 |
| 2  | Le Scarabée d'or                                     | Lo scarabeo d'oro                                   | 21 febbraio 1981 |                 |
| 3  | Ligeia                                               | Ligeia                                              | 7 marzo 1981     |                 |
| 4  | Le Système du Docteur Goudron et du Professeur Plume | Il sistema del dottor Goudron e del professor Plume | 21 marzo 1981    |                 |
| 5  | La Lettre volée                                      | La lettera rubata                                   | 4 aprile 1981    |                 |
| 6  | La Chute de la maison Usher                          | La caduta della Casa Usher                          | 12 aprile 1981   |                 |

## Il giocatore di scacchi
- Prima televisiva: 7 febbraio 1981
- Diretto da: Juan Luis Buñuel
- Soggetto di: Juan Luis Buñuel, Hélène Peychayrand
- Attori principali: Jean-Claude Drouot (Maelzel), Diana Bracho (...), Martin LaSalle (Schlumberger), Julio Lucena (Don Lope), Santanón (Il nano Kronstadt)

## Lo scarabeo d'oro
- Prima televisiva: 21 febbraio 1981
- Diretto da: Maurice Ronet
- Soggetto di: Maurice Ronet, Claudine Reinach
- Attori principali: Vittorio Caprioli (M. Ulysse), Dominique Zardi (Edmond), Leopoldo Francés (Jupiter), Martin LaSalle (Legrand)

## Ligeia
- Prima televisiva: 7 marzo 1981
- Diretto da: Maurice Ronet
- Soggetto di: Maurice Ronet, Napoléon Murat
- Attori principali: Josephine Chaplin (Lady Rowena Trevanion), Georges Claisse (Verden Fell), Arielle Dombasle (Lady Ligeia Fell), Arlette Balkis (Marie), Albert Michel (Pierre)

## Il sistema del dottor Goudron e del professor Plume
- Prima televisiva: 21 marzo 1981
- Diretto da: Claude Chabrol
- Soggetto di: Paul Gégauff
- Attori principali: Ginette Leclerc (La vedova), Pierre Le Rumeur (Dottor Maillard), Jean-François Garreaud (Lucien), Coco Ducados (Alice), Vincent Gauthier (Georges de Braucourt), Sacha Briquet (La Mule), Henri Attal (L'arcivescovo)

## La lettera rubata
- Prima televisiva: 4 aprile 1981
- Diretto da: Ruy Guerra
- Soggetto di: Ruy Guerra, Gérard Zingg, Viviane Zingg
- Attori principali: Pierre Vaneck (Dupin), Michel Pilorgé (Duval), Henrique Viana (Capo della polizia), Rui Mendes (Il Primo Ministro), Maria do Céu Guerra (La Regina)

## La caduta della Casa Usher
- Prima televisiva: 21 aprile 1981
- Diretto da: Alexandre Astruc
- Soggetto di: Pierre Pelegri
- Attori principali: Fanny Ardant (Madeline Usher), Mathieu Carrière (Sig. Roderick Usher), Pierre Clémenti (Allan), Jacques Dacqmine (Dr. Hawthorne), Fernand Guiot (Agente di Londra), Jean Rupert (Josuah)